# Лоран Пеше
Лоран Пеше (фр. Laurent Pécheux; 17 липня 1729 — 1 липня 1821, Турин) — художник французького походження, діяв у Римі та Північній Італії в стилі неокласицизму.

## Біографія
Народився в Ліоні, Франція, спочатку навчався в єзуїтському коледжі, але був відправлений до Парижа, де він часто відвідував студію Шарля-Жозефа Натоара, Жана-Батиста Піллемана та Жана-Антуана Морана. У 1751 році художники Габріель-Франсуа Дуайен і Огюстен Пажу, володарі Римської премії 1748 року, переконали його поїхати до Риму. Він отримав гроші від свого батька і прибув у 1753 році.
Там, на запрошення Ніколя Гібала, він часто відвідував студію Антона Рафаеля Менгса. Він також подружився з Помпео Батоні. Він жив приблизно в 1757 році в околицях Трініта-дей-Монті і заснував там навчальну студію.  
У 1765 році його залучили для написання портрета принцеси Марії Луїзи Бурбон-Пармської для родини її нареченого, принца Астурійського, який згодом стане Карлом IV Іспанським. У 1777 році Пеше викладав живопис в Академії Альбертіна в Турині. Помер у Турині.  Пастеліст Тереза Боккарді Нюйц була ученицею.  Він також був репетитором у Турині художника Джузеппе Монтіконе. 

## Твори
Багато його робіт зараз зберігаються в італійських музеях, зокрема в Римі, Пармі та Турині, а у Франції в музеях Доля, Діжона, Ліона та Шамбері. У 2012 році музеї образотворчого мистецтва Доля та Шамбері присвятили йому першу велику ретроспективну виставку, реабілітувавши таким чином творчість цього забутого у Франції художника.

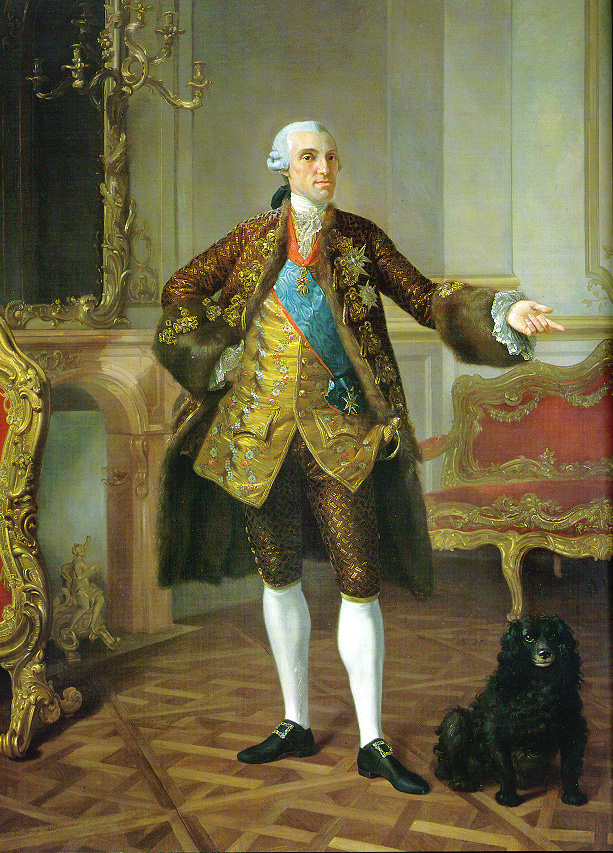
Felipe de Borbón y Farnesio, infante de España y duque de Parma
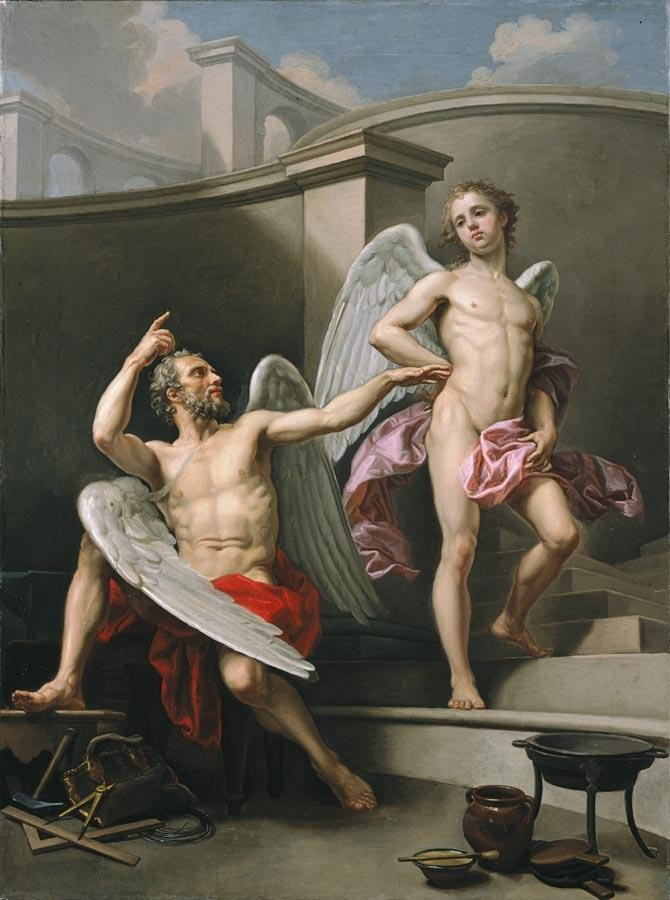
Daedalus and Icarus
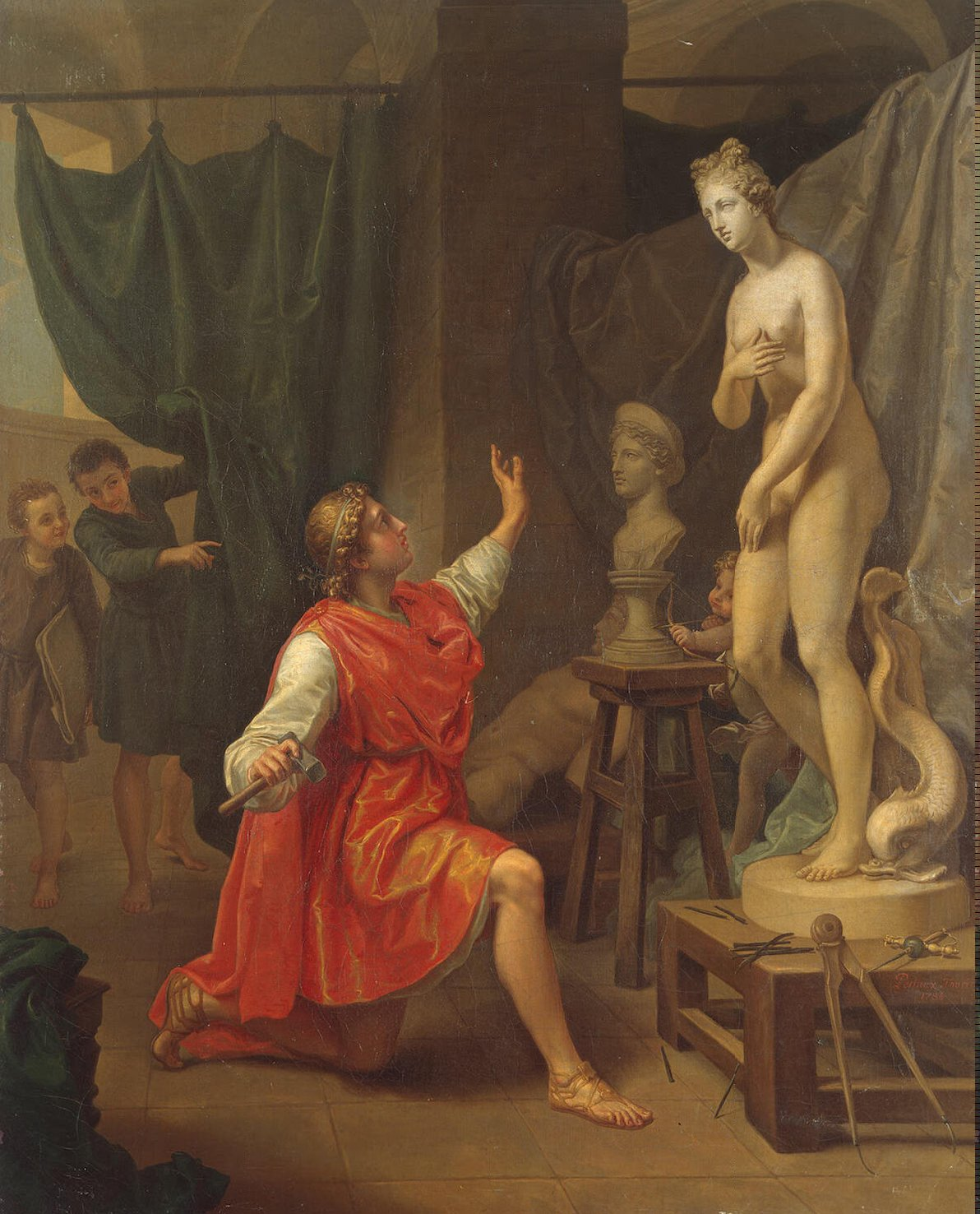
Pygmalion and Galatea